# 明星志願2
《明星志願2》是由大宇資訊於1998年8月15日推出的電腦遊戲，2004年推出XP版。不同於前作，玩家所扮演的角色是藝人，是一位名為方若綺的女生，但同時得擔任自己的經紀人。目的是在三年期間依玩家的經營模式，發展自己的演藝事業。2022年3月31日於steam上線。

## 概要
剛開始，主角方若綺正在郊野練歌，卻遇到導演王瑞恩，方若綺向王瑞恩說出希望在演藝圈發展的夢想，而王瑞恩在離開前鼓勵方若綺進入演藝圈，方若綺的演藝之路就這麼啟程了…...

## 登場角色
- 方若綺

美女主角，剛出道的新人。因為導演王瑞恩的一句話，毅然決然加入演藝圈的行列。西元1979年8月17日生，獅子座，血型B型（姓名、生日、血型、能力數值可由玩家自訂），身高162公分，體重45公斤，嗜好唱歌、演戲。
- 王瑞恩

當紅的電影明星，也是剛出爐的金像獎最佳演員。近幾年來開始參與電影的幕後製作，希望有朝一日可以成為一位成功的導演。西元1969年3月26日生，牡羊座，血型O型，嗜好拍電影、看電影，生母是名導演黎湘離之女黎湘。得獎後不久加入彩虹影業的導演行列，宣佈以超越名導演黎湘離為目標。
- 黎華

天王巨星，在影視歌各方面都有很好的成績。23歲出道後馬上成為風雲偶像，雖然出道近十年了，但是魅力至今仍然有增無減。西元1967年6月19日生，雙子座，身高183公分，體重76公斤，嗜好打保齡球。
角色命名構想來源，源自香港四大天王黎明的「黎」姓，與劉德華名字當中第三個「華」字。
- 關古威

原本是民歌餐廳的駐唱歌手，被EAMI唱片公司發掘而成為旗下歌手。一出道就以清新樸實的曲風，樸實率真的個性成為唱片界超人氣天王。西元1976年6月11日生，雙子座，血型O型，身高182公分，體重72公斤，嗜好與音樂有關的任何事物，跟范曉愛是青梅竹馬。以朋友身份待方若綺左右，本來喜歡范曉愛，但從3代開始喜歡方若綺了。
- 歐凱文

回生醫院的主治醫生，西元1971年3月16日生，雙魚座，嗜好寫作、聽歌，黎華的同胞弟弟。
- 童靖陽

知名演員，行事與言論相當偏激。為人冷漠聰明，一出道即成為女學生崇拜的性格演員。但其憤世嫉俗的個性，及一針見血的談話，常令許多人無法恭維。西元1974年12月27日生，魔羯座，血型AB型，嗜好到PUB聊天。
- 高熊

出道才一年，卻已是紅遍大街小巷的知名人物，不僅拍過電視劇，出過唱片，更是永振電視當紅綜藝節目主持人。嗜好唱歌、跳舞、追漂亮妹妹、和彭胡鬥嘴，得意作品為高熊彭胡同名專輯。
角色命名構想來源，源自臺灣地名高雄市，取其前二字「高雄」，並取其諧音為名稱。
- 彭胡

自從和高熊在學校社團認識之後便成為一對形影不離的哥倆好。進入演藝圈之後，兩人更因為良好默契而成為演藝圈中的活寶。嗜好唱歌、跳舞、追漂亮妹妹、和高熊鬥嘴，得意作品為高熊彭胡同名專輯。
角色命名構想來源，源自臺灣地名澎湖縣，取其前二字「澎湖」，並取其諧音為名稱。
- 溫寧珊

知名演員，歌手。是位個性溫和、喜歡小動物的天真少女。從小到大，受到家人們超乎常理的呵護，造就其不懂世事、不曉常理的特殊性格。雖然本人並不在意（或不自覺），但其經紀人大哥為此傷透腦筋。演技平平，歌聲中庸，以甜美的笑容襲捲演藝圈。西元1979年10月10日生，天秤座，血型B型，嗜好到海邊散步、看書。
- 林妮雯

知名的電影紅星，常演出三級片。天使面孔魔鬼身材，一出道就受到觀眾的矚目。目前雖被列為三級片性感女星，但因堅持性感而不低俗的演出，所以仍然擁有廣大的愛護影迷。西元1974年9月15日生，處女座，血型O型，嗜好股票買賣。
此角色是原《明星志願》第一代就出現，並可由玩家受邀到「綺麗之夢」的角色。
- 馬智文

知名演員。出道已有數年，主要在武俠、動作片上有極深的造詣。堪稱為一位個性直爽的性情中人，最喜歡聽到人家把他比喻成為了朋友兩肋插刀的俠客。西元1967年2月2日生，水瓶座，血型AB型，嗜好與朋友到PUB聊天、跳舞。
- 徐心寧

知名歌手。原本是個乖巧賢淑的女孩，但出道後迅速成名使其越來越驕傲。口氣狂妄，不太愛理人，但受歡迎的程度有增無減。雖然與其相處常常會有話不投機半句多的感覺，但其實只是她不太會表達感情罷了。西元1972年9月1日生，處女座，血型O型，嗜好唱歌、上健身房健身。
此角色是原《明星志願》第一代就出現，並可由玩家受邀到「綺麗之夢」的角色。
- 袁珮琪

18歲時就是伸展台上的知名模特兒，不過驕縱的個性卻限制其發展。最近受到康皓的影響，不僅改掉以往愛發脾氣的壞習慣，更躋身慈善藝人的行列，成為可人的愛心天使。西元1976年4月16日生，牡羊座，嗜好散播愛心散播愛。
此角色是原《明星志願》第一代就出現，但無法讓玩家受邀到「綺麗之夢」的角色。而角色命名構想來源，源自藝人辛曉琪。
- 古芊菁

知名歌星。出生在頗負盛名的演藝世家，因為名導演父親岳行空的幫助進入演藝圈。對自我期許很高，好勝心強且痛恨輸給別人，因此視並列演藝圈兩大美女之一的席若芸為頭號敵手。本身實力不高，完全靠父親的人脈在背後撐腰，懂得隨機應變的她是個為達目的不擇手段之危險女性。西元1977年10月24日生，天蠍座，血型A型，嗜好出國旅遊、瘋狂購物。
- 高明權

自從在PUB被經紀人發掘之後，就全力朝大銀幕發展。幾年下來，不再是個默默無名的打仔。在成為最受歡迎的性格小生之後，更跨足歌壇往全方位藝人發展。西元1973年10月10日生，天秤座，身高182公分，體重75公斤，有著深棕色的馬尾長髮是其特徵。
此角色是原《明星志願》第一代就出現，並可由玩家受邀到「綺麗之夢」的角色。
- 席若芸

知名的性感演員。由於家境清寒，為了照顧住院的母親和提供弟弟念書而加入演藝圈。圈內人士大多僅看上其外表的美貌，鮮少人注意所擁有的內涵，這也是其只能朝性感演員之路發展的主因。西元1976年7月4日生，巨蟹座，血型O型，嗜好待在家裡。
- 范曉愛

遊戲角色。
角色命名構想來源，源自臺灣藝人范曉萱，取其「范」性，與已故日本藝人飯島愛（讀做“Iijima Ai”），取其諧音而為之。
- 渾小子

- 甄紅

綜藝節目惡魔音符主持人。
- 大X

- 小X

- 劉仲星

綜藝節目快問亂答主持人。

### 非藝人
- 星星公主

為演藝圈中知名的神秘占星專家，特別喜歡為知名的藝人預測演藝事業的未來。
角色命名構想來源，源自星座專家藝名為「星星王子」的閻永恆，並將「王子」改為「公主」。
- 朱莉

為PSTV電視公司的場務助理，為人天真樂觀，喜歡在工作之餘蒐集一些藝人的漏網花邊新聞，有演藝圈八卦公主之稱。嗜好打聽小道消息，並加以求證。
- 莫筱筠

民歌餐廳的助理。學校畢業後一直在父親莫偉的民歌餐廳幫忙，是方若綺的專科同學兼摯友。為人乖巧文靜，個性柔順恬靜，透過談話可以了解其處世很有主見，看待事物總有自己獨到的見解。西元1979年5月5日生，金牛座，血型O型，嗜好看電影、聽音樂、關心演藝圈的動向。
- 莫叔

本名莫偉，方若綺的專科同學兼摯友莫筱筠之父，經營民歌餐廳。是個面惡心善的好人，在演藝圈內人面極廣。因為歌手都是在其經營的民歌餐廳中被製作人所發掘，所以也有歌手褓母之稱。
- 周映彤

昔日最受歡迎的實力派歌后，一年前成立EAMI唱片公司，投入幕後製作，目前為當紅的唱片製作人。西元1971年9月12日生，處女座，身高168公分，體重54公斤，嗜好音樂創作。
此角色是原《明星志願》第一代就出現，並且是「綺麗之夢」的第一位藝人角色。
- 黎湘離

喬亞影業的老牌導演，從導出許多膾炙人口的作品。雖然已經年過古稀，對電影的熱情仍然不輸新進年輕導演。嗜好與新進的年輕演員聊天。
- 康皓

為早年頗受歡迎的電影演員，不久前宣佈退出影壇，並將所有的閒暇時間投入公益活動。嗜好幫助別人。
- 周先生

一位熟悉演藝圈動向，專門承辦各種大小活動的經理人。幾乎演藝圈所有的藝人都知道，要賺外快找他就對。西元1954年4月25日生，金牛座，血型O型，嗜好幫自己也幫別人賺錢。
- 錢永富

YOGO唱片公司負責人。
此角色是大宇資訊《臺灣十六張麻將Ⅱ》內，就出現的角色，保留著有著其長髮、墨鏡等大部分的設定，但少了原作品的好色之心，反而對另一位妻子金媛瑄死纏爛打的心態感到受不了。
順帶一提，金媛瑄在《臺灣十六張麻將Ⅱ》作品內，因為錢永富認為他是錢姓，與金媛瑄的金姓一定是相當不錯搭配的想法，因此也不太喜歡錢永富的好色與覬覦。而金媛瑄命名點子由來，源自韓國藝人金完宣，取其諧音而為之。
- 季青平

SUN唱片公司負責人。
- 陳查理

創意廣告負責人。
- 陳淑燕

映像廣告負責人。
- 王金

彩虹影業的著名情色導演。
- 郝友乾

西元1961年生，證券公司的董事長。
- 白簷崇

西元1967年11月10日生，天蠍座，血型B型，嗜好賭博。是演藝圈內人人聞風色變的大流氓，靠著在黑社會的背景，常常出來勒索一些知名度高且無反抗能力的女藝人。方若綺遇到之後會被勒索，幸運的話會有心儀的男主角出來英雄救美。
- 鍾湘

當方若綺在民歌餐廳駐唱一陣子且有一定的歌藝水準後，會現身與之交談，有一代歌后的美銜封號。
- 蔡雅淑

西元1967年6月19日生，雙子座，血型A型，嗜好裝扮自己也裝扮別人。總是走在流行的尖端，目前是夢登丰美容機構負責人，最大願望是希望全世界的女人都能是個漂亮且充滿自信的最佳女主角。